# Przykrzec (Sudety)
Przykrzec (niem. Hutberg) – wzniesienie (602 m n.p.m.) w południowo-zachodniej Polsce, w Sudetach Środkowych, w Górach Sowich, w paśmie Garbu Dzikowca.

## Położenie i opis
Wzniesienie położone jest około 0,7 km na południowy zachód od granic miejscowości Dzikowiec, w środkowej części pasma Garbu Dzikowca.
Najwyższe wzniesienie w masywie Garbu Dzikowca. Jest to kopulaste wzniesienie o dość stromych zboczach, z wyraźnie zaznaczonym wierzchołkiem w kształcie małego grzbietu. Na zachodnim zboczu kilka metrów poniżej wierzchołka położona jest grupa gabrowych skałek. Na południowo-zachodnim zboczu, poniżej szczytu, znajduje się wyrobisko górnicze dużego czynnego kamieniołomu gabra.
Szczyt i zbocza pokryty lasem mieszanym regla dolnego.

## Szlaki turystyczne
Południowym podnóżem wzniesienia przechodzi szlak turystyczny:
- - ze Słupca na Przełęcz Srebrną.